# Jean Le Gars
Jean Le Gars, né le 10 juillet 1929 à Mantes-la-Jolie et mort le 5 juillet 2021 à Cherbourg, est un homme politique français, membre du Parti socialiste.
Il est député de la 1re circonscription des Yvelines (1981-1986), et conseiller régional de la région Île de France.

## Biographie
Jean Le Gars est longtemps un membre actif du Parti socialiste dans les Yvelines, après avoir milité à l'UGS, puis au PSU.
D’abord instituteur, puis professeur de collège, et enfin principal de collège, il fait toute sa carrière dans l’éducation nationale, dans les Yvelines, puis dans la Manche.
En 1981, après la victoire de François Mitterrand, il revient dans les Yvelines et est élu député de la 1re circonscription des Yvelines jusqu’en 1986.